# Valparaíso (Chimborazo)
Valparaíso ist eine Ortschaft und eine Parroquia rural („ländliches Kirchspiel“) im Kanton Guano der ecuadorianischen Provinz Chimborazo. Die Parroquia besitzt eine Fläche von 21,49 km². Die Einwohnerzahl lag im Jahr 2010 bei 404.

## Lage
Die Parroquia Valparaíso liegt an der Südflanke des 4430 m hohen Culicasanza im Anden-Hochtal von Ecuador. Der 3030 m hoch gelegene Hauptort Valparaíso befindet sich knapp 6 km nordöstlich vom Kantonshauptort Guano sowie 12 km nordnordöstlich der Provinzhauptstadt Riobamba.
Die Parroquia Valparaíso grenzt im Osten an die Parroquia Ilapo, im Süden und im Westen an das Municipio von Guano, im Nordwesten an die Parroquia San Isidro de Patulú sowie im äußersten Norden an die Parroquia Santa Fé de Galán.

## Orte und Siedlungen
In der Parroquia gibt es neben dem Hauptort folgende Comunidades und Barrios: Barrio Centro, Barrio Chocón, Barrio Chuvi, Barrio Corazón de Jesús, La Esperanza und San José de Igualata.

## Geschichte
Der Ort hieß ursprünglich Muelañag und lag in der Parroquia Ilapo im Kanton Guano. 1970 kam es in Anlehnung an die fruchtbaren Böden der Region zur Änderung des Namens in „Valparaíso“ (span. für „Paradies-Tal“). Am 15. August 1988 wurde die Parroquia gegründet.